# Gene Gnocchi

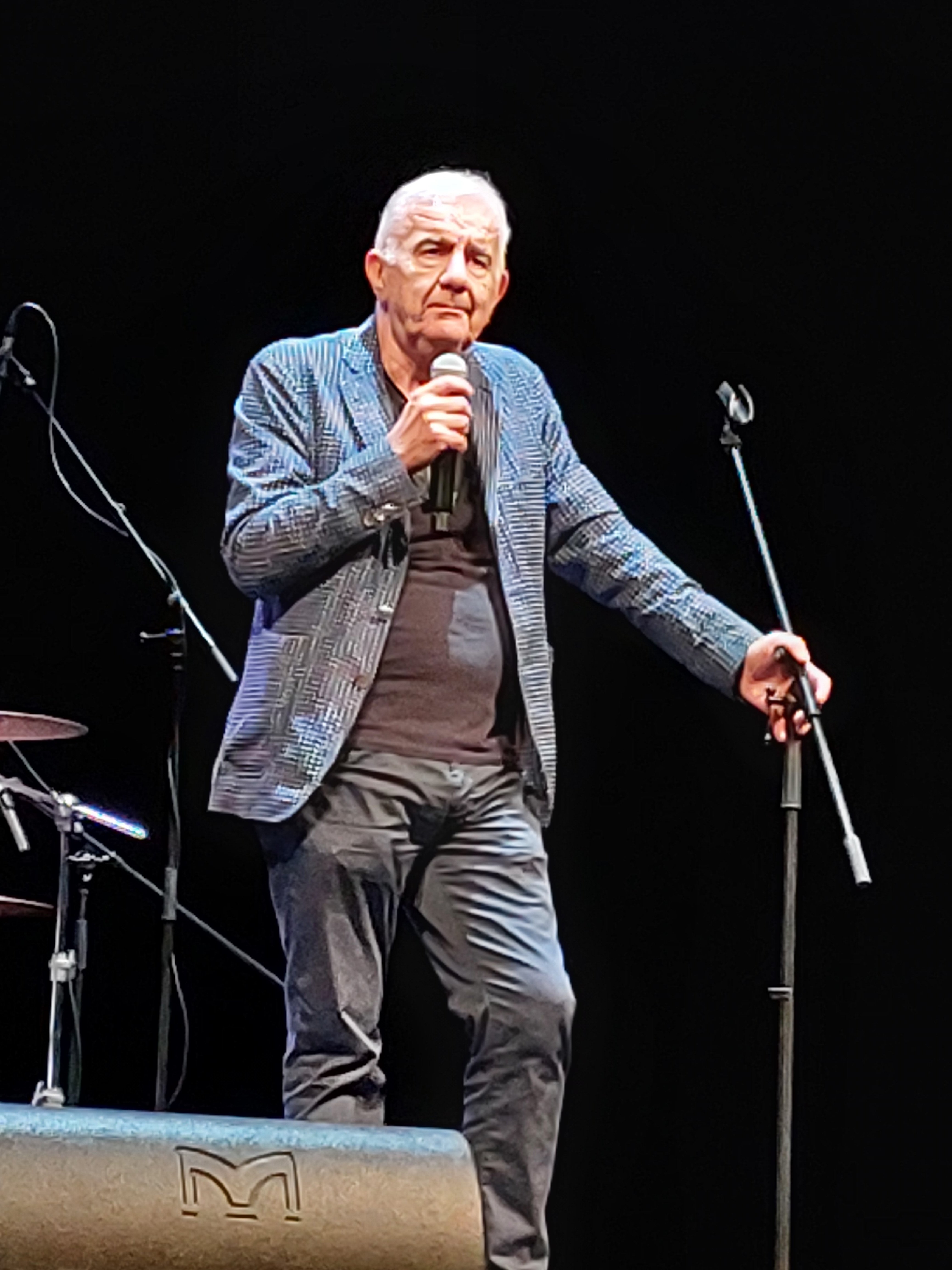
Gene Gnocchi, în Sconcerto Rock la Teatrul Ponchielli din Cremona, 31 decembrie 2023

Gene Gnocchi (n. 1 martie 1955, Fidenza, Emilia-Romagna, Italia) este un actor comic, cântăreț, prezentator de televiziune și scriitor italian.

## Biografie
S-a născut la Fidenza, în 1955, într-o familie de muncitori.
În tinerețe, Gene Gnocchi a fost fotbalist în Serie C.
După ce a absolvit Facultatea de Drept la Universitatea din Parma, timp de câțiva ani și-a împărțit activitatea între cariera de avocat și cea de vocalist al trupei rock I Desmodromici.
Urmând aprecierile și sfaturile primite de la publicul larg, a devenit actor de comedie, începând să se bucure de succes în anii '90.

## Teatru
- Diventare Torero (1989-1990)
- Gene Gnocchi e i Desmodromici (1989-1992)
- Tutta questa struttura è suscettibile di modifica, (1995-1997)
- Santo Sannazzaro fa una roba sua, (1998-1999)
- La responsabilità civile dei bidelli durante il periodo estivo, (2000-2008)
- La constatazione amichevole nei tamponamenti tra mietitrebbie, (2002-2005)
- La neve e l'arte di scioglierla senza farla bollire, (2005-2011)
- Cose che mi sono capitate, di Gene Gnocchi, (2008-2010)
- Cose che mi sono capitate...a mia insaputa, (2010-2011)
- Cose che mi sono capitate...ancora, (2011-2017)
- Radio Gnocchi DJ set (No MTV Music Awards!), (2013-2016)
- Sconcerto Rock, (2016-2019, 2022)
- Il Procacciatore, (2017-2019)
- Se non ci pensa Dio ci penso io, (from 2021)
- Il movimento del nulla, (dal 2023)